# Kim Mi-yong
Kim Mi-yong (auch Kim Mi-yeong, koreanisch 김미영; * 6. Mai 1983 in Namp’o) ist eine ehemalige nordkoreanische Tischtennisspielerin.

## Karriere
Im Jahr 2001 konnte sie ihren ersten großen Erfolge auf internationaler Ebene feiern: Mit der Mannschaft holte sie Silber bei der Weltmeisterschaft. Ein Jahr später gewann sie ebenfalls mit dem Team die Goldmedaille bei den Asienspiele.
Weitere Erfolge erreichte sie auf der Pro Tour. 2008 konnte sich die Nordkoreanerin für die Olympischen Spiele qualifizieren, unterlag dort aber bereits in der zweiten Runde der Litauerin Ruta Paškauskienė. Im Januar 2010 lag sie auf Platz 84 in der ITTF-Weltrangliste, ihre in ihrer Karriere höchste Platzierung.

## Ergebnisse aus der ITTF-Weltrangliste
| Verband | Veranstaltung     | Jahr | Ort          | Land | Einzel     | Doppel    | Mixed      | Team          |
| ------- | ----------------- | ---- | ------------ | ---- | ---------- | --------- | ---------- | ------------- |
| PRK     | Weltmeisterschaft | 2008 | Guangzhou    | CHN  |            |           |            | 13            |
| PRK     | Weltmeisterschaft | 2006 | Bremen       | GER  |            |           |            | Viertelfinale |
| PRK     | Weltmeisterschaft | 2005 | Shanghai     | CHN  | letzte 64  | letzte 16 | letzte 128 |               |
| PRK     | Weltmeisterschaft | 2001 | Osaka        | JPN  | letzte 128 | letzte 32 | letzte 16  | 2             |
| PRK     | Weltmeisterschaft | 2000 | Kuala Lumpur | MAS  |            |           |            | 9             |
| PRK     | Olympische Spiele | 2008 | Peking       | CHN  | letzte 64  |           |            |               |
| PRK     | Asienspiele       | 2002 | Busan        | KOR  | letzte 16  | letzte 16 |            | 1             |
| PRK     | Pro Tour          | 2008 | Hangzhou     | CHN  | letzte 16  | letzte 16 |            |               |